# Ultraleichtfluggelände Waltrop

i7
i11
i13
Das Ultraleichtfluggelände Waltrop liegt in der Stadt Waltrop im Kreis Recklinghausen in Nordrhein-Westfalen. 

## Lage
Das Ultraleichtfluggelände liegt etwa 3 km nordöstlich von Waltrop.

## Flugbetrieb
Das Ultraleichtfluggelände besitzt eine Betriebsgenehmigung für Luftsportgeräte und Motorschirme. Es ist mit einer 350 m langen und 20 m breiten Start- und Landebahn aus Gras (Richtung 12/30) ausgestattet. Nicht am Platz ansässige Luftfahrzeuge benötigen eine vorherige Genehmigung des Platzhalters, um in Waltrop starten und landen zu dürfen (PPR).

## Geschichte
Das Ultraleichtfluggelände Waltrop wurde 2002 als Sonderlandeplatz genehmigt.